# Rovňany
Rovňany (in ungherese Ipolyróna) è un comune della Slovacchia facente parte del distretto di Poltár, nella regione di Banská Bystrica.
Ha dato i natali a Elena Várossová, filosofa e storica della filosofia.